# Txapàieve (Pervomàiske)
|  | Per a altres significats, vegeu «Txapàievo». |

Txapàievo (en rus: Чапаево) és un poble de la República de Crimea, a Rússia, que el 2014 tenia 45 habitants. Pertany al districte rural de Pervomàiskoie.